# Essa Gente Inocente
Essa Gente Inocente foi um programa da TV Excelsior Rio de Janeiro, criado em janeiro de 1965 por Wilton Franco, mostrando crianças talentosas, em diversas formas de arte, como dançarinos, cantores, humoristas e etc.
O programa era todo composto por crianças, destacando-se várias, como o cantor Antonio Carlos, conhecido como Pádua, e a apresentadora Elizângela, que apesar de ter iniciado a carreira no Clube do Guri da TV Tupi Rio de Janeiro, foi no Essa Gente Inocente que acabou criando fama, primeiro como apresentadora, que lhe rendeu o passaporte para a TV Globo em 1967, quando o programa terminou no Rio e foi levado por Wilton Franco para São Paulo pela TV Record, onde ficou até 1977, ganhando inclusive o prêmio de melhor programa infanto-juvenil no Festival de Monte Carlo em 1973.
Também foram destaques do programa, apesar de não terem seguido a carreira artística: Ozias, Cidinha, Noeli, Wagner, Edmara, Luiz Cláudio e Ferrugem (os três últimos já nos tempos da TV Record.